# Eduardo Crespi
Eduardo Alberto Crespi fue un militar y político argentino que ocupó el cargo de intendente de Buenos Aires en 1976.

## Biografía
Fue nombrado por la dictadura militar autodenominada Proceso de Reorganización Nacional tras el golpe de Estado del 24 de marzo de 1976, que derrocó a la presidenta María Estela Martínez de Perón.
Duró ocho días en el cargo, hasta el 2 de abril de 1976, cuando fue sustituido por Osvaldo Andrés Cacciatore, también designado por el gobierno militar. Posterior a ello ocupó cargos en la Comisión de Asesoramiento Legislativo (CAL).
Fue secretario general de la Presidencia entre el 12 de diciembre de 1978 y el 1 de abril de 1981, bajo el gobierno de facto de Jorge Rafael Videla.
Entre febrero y diciembre de 1981 fue presidente de la Comisión de Movilización Industrial Militar, siendo nombrado Embajador en Paraguay desde septiembre de 1982 hasta noviembre de 1983.